# Смага Микола Якович
Микола Якович Смага (22 серпня 1938, с. Боброве (Лебединський район), Сумська область) — 28 березня 1981, Київ) — радянський спортсмен (спортивна ходьба). Заслужений майстер спорту СРСР. Бронзовий призер Олімпійських ігор 1968 зі спортивної ходьби на дистанції 20 км.
Упродовж 1965–1971 років виступав за «Труд» (Пенза), з 1972 — «Авангард» (Київ). Чемпіон Європи 1971 у ходьбі на 20 км (1:27.20,2). Бронзовий призер Олімпійських ігор 1968 (1:34.03,4), чемпіонатів Європи 1966 (1:30.18) і 1969 (1:31.20,2) на дистанції 20 км. Чемпіон СРСР 1969–1971. Нагороджений орденом «Знак Пошани».

#### Чемпіонати СРСР
| Рік  | Місто   | Дистанція | Результат | Дата          | Місце |
| ---- | ------- | --------- | --------- | ------------- | ----- |
| 1968 | Севан   | 20 км     | 1:33.45,0 | 12—13 серпня  | III   |
| 1969 | Київ    | 20 км     | 1:29.05,8 | 17—20 серпня  | I     |
| 1970 | Фрязіно | 20 км     | 1:30.21,6 | 12—13 вересня | I     |
| 1971 | Москва  | 20 км     | 1:28.29,6 | 16—19 липня   | I     |
| 1972 | Москва  | 20 км     | 1:29.22,2 | 17—20 липня   | III   |